# ターミネーター4
『ターミネーター4』（原題: Terminator Salvation）は、2009年のアメリカのミリタリーSFアクション映画。監督はマックG、脚本はジョン・ブランケートとマイケル・フェリスが務めた。ターミネーターシリーズの第4作目であり、『ターミネーター3』（2003年）の続編であると同時に『ターミネーター』（1984年）の前日譚でもある。主演はクリスチャン・ベールとサム・ワーシントンで、アントン・イェルチン、ムーン・ブラッドグッド、ブライス・ダラス・ハワード、コモン、マイケル・アイアンサイド、ヘレナ・ボナム＝カーターらが出演している。これまでの作品とは異なり、本作は2018年を舞台にした終末論的映画である。ベールはレジスタンスの戦士にして中心人物でもあるジョン・コナーを、ワーシントンはサイボーグのマーカス・ライトを演じる。イェルチンは『ターミネーター』で初登場した若き日のカイル・リースを演じ、T-800ターミネーターの起源を描いている。
ハルシオン・カンパニーがアンドリュー・G・ヴァイナとマリオ・カサールから権利を獲得し製作され、2009年5月21日、北米ではワーナー・ブラザース・ピクチャーズから公開された。本作は全世界で3億7,100万ドル以上の興行収入を記録したものの、作品自体は賛否両論の評価を受けた。『ターミネーター4』は「ターミネーター」2度目の3部作の第1作目となる予定だったが、ハルシオン・カンパニーが破産を申請したため、続編の製作は中止となった。2012年にフランチャイズ権が売却された結果、予定されていた新たな3部作の第1弾としてリブート作品である『ターミネーター:新起動/ジェニシス』（2015年）が製作された。

## ストーリー
プロローグ
2018年。地球上のあらゆる都市が、人類に反旗を翻した超高性能コンピューターネットワーク「スカイネット」による核攻撃を受けた「審判の日（ジャッジメント・デイ）」後の荒廃した世界。スカイネット率いる機械軍は、いよいよ人類に対する最後の総攻撃を仕掛けようとしていた。
序盤
「審判の日」を生き延び、レジスタンスの部隊長となったジョン・コナーは、スカイネット研究所での機械軍との抗戦のさなか、スカイネットが人々を生け捕りにし、生体細胞を複製しようとしている事実を掴む。スカイネットはついに、民間潜入型ターミネーター「T-800」の開発に着手していたのだ。
同じ頃レジスタンス本部では、アシュダウン将軍ら司令部がスカイネット総攻撃の計画を企てていた。ジョンはその目的が、スカイネットが秘密裏に遂行しようとしている「暗殺リスト」の阻止にあると知る。だが、そのリストには自分の名前だけではなく、最重要ターゲットとして「カイル・リース」の名前があったのだった。
一方、ロサンゼルス郊外の荒れ野原でひとりの男が目を覚ました。男の名はマーカス・ライト。目を覚ます前の記憶を一切を失っていたマーカスは荒れ果てた光景に驚きを隠せない。間もなく汎用殺人型ターミネーター「T-600」に遭遇。マーカスは窮地に陥ってしまう。
だが、その場に居合わせた孤児の少年に命を救われる。同じく孤児で、口が利けない少女スターと共に戦禍を生き延びてきたその少年こそが、彼自身がスカイネットの最重要ターゲットにして、後にジョンの父となるカイル・リースだった。
中盤
彼らと行動を共にすることになったマーカスは、ある晩短波ラジオでレジスタンスの決起放送を耳にする。「君たちは決して孤独ではない」。そう呼びかけているのは、密かに人々の間で「救世主」として伝説となっているジョン・コナーの声だった。カイルに抵抗軍のことを聞いたマーカスは、カイルとスターを連れてジョンの元へと急ぐ。

## キャスト
※括弧内は日本語吹替。
- ジョン・コナー - クリスチャン・ベール（声：檀臣幸）
- マーカス・ライト - サム・ワーシントン（声：東地宏樹）
- カイル・リース - アントン・イェルチン（声：内山昂輝）
- ブレア・ウィリアムズ - ムーン・ブラッドグッド（声：朴璐美）
- スター - ジェイダグレイス・ベリー（英語版）
- ケイト・コナー - ブライス・ダラス・ハワード（声：林真里花）
- バーンズ - コモン（声：宮内敦士）
- セレーナ・コーガン - ヘレナ・ボナム＝カーター（声：坪井木の実）
- ヴァージニア - ジェーン・アレクサンダー（声：有田麻里）
- アシュダウン将軍 - マイケル・アイアンサイド（声：辻親八）
- ロシェンコ将軍 - イヴァン・グヴェラ（声：水内清光）
- T-800 - ローランド・キッキンガー、アーノルド・シュワルツェネッガー
- サラ・コナー（声） - リンダ・ハミルトン（クレジットなし）（声：佐々木優子）

## スタッフ
- 監督 - マックG
- 製作 - デレク・アンダーソン/ヴィクター・キュビチェク/ジェフリー・シルヴァー/モリッツ・ボーマン
- 製作総指揮 - アンドリュー・G・ヴァイナ
- 脚本 - ジョン・D・ブランケート/マイケル・フェリス/デヴィッド・キャンベル・ウィルソン
- 脚本協力（ノンクレジット） - ポール・ハギス/ショーン・ライアン/ジョナサン・ノーラン
- VFX - ILM/カーナー・オプチカル/アスライム/イメージワークス・インディア

## 作品解説
本作に関して、ジェームズ・キャメロンがアドバイスを与えたという報道が一部にあったが、キャメロン本人はこの報道を否定している。ただし、McGは完全に非公式な物と断った上で、キャメロンに個人的に相談をしてアドバイスを貰ったことと、サム・ワーシントンの起用は既に『アバター』の主演に抜擢していたキャメロンの推薦による物だったことを明かしている。
第1作からシリーズ全作で特殊メイクを担当したスタン・ウィンストンは撮影中の2008年6月15日に他界したため、ウィンストンの遺作となった。マックG監督はエンドクレジットで本作品をスタン・ウィンストンに捧げている。

### T-800の試作品
シュワルツェネッガーとキッキンガーが今回、CGにて演じたT-800は試作品であり、T1、T2で登場するT-800とは異なる。試作品といってもT-600などの旧式のターミネーターとは違って動きが非常に人間的であり、暴走するT-600を素手で破壊するほどの攻撃力を保有している、変声装置を使って標的をおびき寄せる等の知能を持ち、作品の舞台となる2018年では最新鋭の高性能ターミネーターである。
このT-800は2018年にはこのたった一体のプロトタイプしか製造されておらず、劇中で見られた生産ラインで製造されていたのはその前身であるT-700である。本作でジョン・コナーの手によってターミネーターの生産工場が爆破されたため、T-800量産計画が8年も遅延することになった。これに関連して、劇中でジョンがT-800の開発時期について「予想以上（サラから聞いていたよりも早い）」と呟くシーンがあるが、これは歴史が変わったわけではない。前述の生産工場爆破によってT-800量産化が遅れたという歴史を、カイルが「2026年に量産化された」とだけサラに伝えたことによって生じた誤解であった。
なお、「T3」にてジョンはT-800の顔に愛着があるということが判明しているが、今作ではT-800には躊躇なく銃撃をしている。これは、「T3」でT-850から「ジョンはT-800の顔に愛着があり、彼の暗殺には（T-800の顔と酷似した顔をした）私が選ばれた」と聞かされていたため、ジョンがT-800に動揺しなくなったためとされる。なお、シュワルツェネッガーが演じたT-800が、敵として登場するのはT1以来となる。

### T3との関連性
本作は公開までT3とは無関係であると一部メディアで報じられてきたが、ジョンの妻が前作に登場したケイトである点、ケイトが前作で獣医だった経験を活かして本作でも医療関係の仕事で抵抗軍をサポートしていること、最後にまたケイトがジョンとの子供を産むことになると前作でターミネーターが語っていたが、本作でのケイトは妊娠していること等から、本作は事実上『T3』の続編といえる。
ジョンが『ターミネーターの動力源に誘爆性があること』を知っている点、前作に登場したT-1の登場、また本作品のプロローグが2003年（T3における「審判の日」の前年）から始まることも共通している。また、公式サイト（日本）においては本作の舞台は"「審判の日」から10年後"の2018年であるとされていて『T3』の設定（「審判の日」は2004年）とは矛盾が存在するが、公式サイト（米国）においては10年後という記述は無く、更に"Skynetは14年前に自我に目覚めた"との明示的な記載もあることから、「審判の日」に関するT3との整合性はとれている。ただし映画本編においては、「審判の日が何年に起きたか」という具体的な説明は無い。
スカイネットセントラルにおけるT-800との交戦で、ジョン・コナーが溶けた鉄を浴びて灼熱化したT-800に頬を引っかかれて火傷を負うシーンがある。この負傷による傷跡はT2、T3においてわずかに描写された、未来のジョン・コナーの容姿へリンクしている。

### 『サラ・コナー クロニクルズ』との関連性
本作撮影前にターミネーター2の後日譚という設定でTVシリーズのターミネーターサラ・コナークロニクルズの製作が発表されたが、McG監督が示唆するに、このTVシリーズと『T4』とは無関係である。

### 音楽
予告編で使用された曲はナイン・インチ・ネイルズのアルバム『ザ・フラジャイル』収録の「ザ・デイ・ザ・ワールド・ウェント・アウェイ」のリミックス・ヴァージョンである。

## 製作
シリーズを通じてターミネーター（T-800・T-850）役を演じてきたシュワルツェネッガーは、2003年のT3公開直後、カリフォルニア州知事に就任して俳優業を休業した。タイトルロールを失ったシリーズは続行不可能とされていたが、T3製作総指揮のモリッツ・ボーマンがハルシオン・カンパニーと提携し、2007年にシリーズの権利を獲得した。
2007年当時はT3のジョナサン・モストウ監督、および知事職が2期目に入ったシュワルツェネッガーも作品への関与に肯定的だったが、ロケ地をめぐる意見の相違により両方が降板。『チャーリーズ・エンジェル』シリーズのマックGがモストウの後を継いで監督に抜擢された。

### シュワルツェネッガー
制作中のインタビューでマックG監督がシュワルツェネッガー出演の可能性をほのめかした。その後、正式にシュワルツェネッガーの出演が発表され、サンフランシスコのILMで若いシュワルツェネッガーの映像を再構築していることが明かされた。劇場公開直前には、シュワルツェネッガーの登場場面の詳細が明かされた。

### その他の配役
ジョン・コナー役は前作のニック・スタールからクリスチャン・ベールに変更された。本作のキーパーソンとなるマーカス・ライト役にサム・ワーシントン、カイル・リース役にアントン・イェルチンが決定。2008年5月にクランクインし、本格的に製作が開始された。
ジョンと共に「審判の日」を生き残ったケイト・コナー（T3ではケイト・ブリュースター）役は、前作のクレア・デインズから交代し、シャルロット・ゲンズブールが演じる予定だったが間もなく降板。代役としてブライス・ダラス・ハワードがキャスティングされた。
シュワルツェネッガーに続く注目のターミネーター（T-800）役は、奇しくもシュワルツェネッガーと同じオーストリア生まれで同じくボディビルダー出身のローランド・キッキンガーに決定した。しかし最終的には顔がデジタル合成で若い頃のシュワルツェネッガーに差し替えられている。

## 興行収入
本作の制作費はシリーズ最高の製作費約2億ドル（280億円）と推定されており、これは前作『ターミネーター3』の製作費とほぼ同等である。しかし、全米では『ナイト ミュージアム2』に1位を奪われ、初登場2位に留まった。北米での興行収入はおよそ1億2500万ドルで、国内で製作費を回収することができず、前作『ターミネーター3』の1億5000万ドルを下回る結果となってしまった。全世界興行成績はおよそ3億7000万ドルとあまり振るわぬ結果となった。後に制作会社は破産し、ターミネーターの制作権は宙に浮いたが後に競売にかけられヘッジファンドが落札した。
日本では興行チェーンが前3作の東宝洋画系から丸の内ピカデリーを筆頭とした松竹･東急系へと変更され、2009年6月5日から3日間先行上映を行った後、6月13日から公開が始まり、オープニング5日間で興行収入10億2000万円を稼ぎ、初登場1位を飾った。しかし日本での総興行収入は33億2000万円に留まり、これは『ターミネーター3』の82億円の半分にも及ばず、大幅に下回る結果となっている。

## 評価
レビュー・アグリゲーターのRotten Tomatoesでは280件のレビューで支持率は33%、平均点は5.10/10となった。Metacriticでは46件のレビューを基に加重平均値が49/100となった。
シュワルツェネッガーは、一家で鑑賞後、自身の子供達から「シリーズ最高の出来」と言われ、同作に出演していないことから深く傷付き、後にインタビューで本作品を批判している。

## 日本語版
2009年6月13日に劇場公開された。

### 日本での特番放送
2009年6月7日テレビ朝日で『ターミネーター4メイキング特番×ターミネーター3今夜9時放送をさらに楽しむ!』という特番が放送された。ちなみにナレーション役はT-800（声：玄田哲章）という設定であった。
また『ドラえもん』とのコラボレーション企画として、2009年6月26日放映の『ドラえもん1時間お26（ふろ）スペシャル!』でのエピソード「のび太を愛した美少女」で共演が実現した。ただしアニメで登場するロボットは姿こそ似ているものの「ターリネーナー」というターミネーターとは無関係の変形ロボットで、内容的にもほんのわずかな登場シーンしかなかった。

### テレビ放映
| 回数 | 放送局     | 放送枠             | 放送日              | 放送時間    | 放送分数 | 平均世帯 視聴率 | 備考 |
| ---- | ---------- | ------------------ | ------------------- | ----------- | -------- | --------------- | ---- |
| 1    | フジテレビ | 土曜プレミアム     | 2012年9月22日（土） | 21:00-23:10 | 130分    | 10.4%           |      |
| 2    | フジテレビ | 土曜プレミアム     | 2015年1月17日（土） | 21:00-23:10 | 130分    | 11.1%           |      |
| 3    | フジテレビ | 金曜プレミアム     | 2016年9月30日（金） | 21:00-22:52 | 112分    | 6.5%            |      |
| 4    | テレビ東京 | 午後のロードショー | 2025年6月20日（金） | 13:40-15:40 | 120分    |                 |      |

## Blu-ray/4K ULTRA HD/DVD
ソニー・ピクチャーズエンタテインメントよりBlu-ray Disc、DVD、4K ULTRA HD、UMDが発売。
- Blu-ray
  - ターミネーター4 スペシャル・エディション　品番：BRS-61426　発売日：2009年11月20日[16]
  - ターミネーター4 T-600リアルヘッドフィギュア付Blu-ray BOX　品番：BP-507　発売日：2009年11月20日[17]
  - ターミネーター4 スペシャル・エディション　品番：BLU-61426　発売日：2010年04月16日[18]
- 4K ULTRA HD
  - ターミネーター4 4K ULTRA HD & ブルーレイセット　品番：UHB-61426　発売日：2020年12月2日[19]
- DVD
  - ターミネーター4 コレクターズ・エディション　品番：TSDD-61426　発売日：2009年11月20日[20]
  - ターミネーター4 コレクターズ・エディション　品番：TSAD-61426　発売日：2010年4月28日[21]
  - ターミネーター4 コレクターズ・エディション　品番：OPL-61426　発売日：2011年4月6日[22]
- UMD
  - ターミネーター4　品番：-　発売日：2009年11月20日[23]

### ビデオゲーム
詳細についてはターミネーター4 (ビデオゲーム)を参照
- ターミネーター: サルベーション（PS3、Xbox 360）（2009年9月17日発売）
- ターミネーター4:マシニマ（DVD、Blu-ray）（2009年11月18日発売）

ターミネーター4の2年前の世界観を描いた作品で、ゲームの他、映像作品「ターミネーター4:マシニマ（英題: Terminator Salvation Machinima Series）」もリリースされた。

## 備考
- 2019年現在、シリーズのこれまでの映画作品およびTVドラマ作品の中で、唯一劇中にタイムスリップの描写がない作品である。また、ターミネーターを含む本作の登場キャラクターの誰もが、劇中ではまだタイムスリップを経験していない。
- カイルがマーカスからショットガンに紐をくくりつけ、相手に銃を奪われないようにする『手品』を教えられるシーンがあるが、これは『T1』でパトカーから奪ったショットガンのストックを切り落とした後、紐をくくりつけるシーンへのリンクである。
- マーカスとカイルとスターが車を取りにグリフィス天文台へ向かうが、そこは「T-1」でT-800がタイムトラベルした場所である。
- シリーズ通しての名言「生きたいなら付いてこい（「死にたくなければ付いてこい」）（Come with me, If you want to live）」、「また来る、（必ず戻ってくる）（I'll be Back）」が今作でも使用されている。
- 一部アクションシーンでカイルの声真似をしてジョンをおびき出すT-800など、前作のオマージュとも取れる演出が為されている。
- オープニングクレジットの演出は1作目のオマージュである。また、オープニングクレジットで本作のタイトルが2回出る。またジョンがモトターミネーターを捕獲する際に流した曲は「T2」の主題歌であるガンズ・アンド・ローゼズの「ユー・クッド・ビー・マイン」である。
- アメリカでの公開日は5月21日であり、本編冒頭での戦闘も2018年5月21日となっている。誘導ミサイルディスプレイの右下に日付が表示されている。
- 劇中でジョンが使用しているモバイルPCはソニーのVAIO-Uである[24]。
- T-800役には当初ローランド・キッキンガーがそのままの姿で登場する予定だったが、編集段階で急遽顔のみシュワルツェネッガーに差し替えられることになった。また、メイキング映像に登場するキッキンガーの顔は映らないように構成されている。